# Paul Lo Duca
Paul Anthony Lo Duca (né le 12 avril 1972 à Brooklyn, New York) est un receveur évoluant en Ligue majeure de baseball. Il est actuellement agent libre après avoir joué pour les Dodgers de Los Angeles, les Marlins de la Floride, les Mets de New York et les Nationals de Washington.
Lo Duca a été cité en 2007 dans le rapport Mitchell sur le dopage dans le baseball majeur.

## Carrière universitaire
En 1990, Paul Lo Duca sort diplômé du lycée Apollo de Glendale (Arizona). Lors de ses deux dernières années au sein de l'équipe de baseball du lycée, il obtient une moyenne au bâton de 0,441 en troisième année et 0,470 en quatrième année. Malgré ses performances à la frappe, son 1,75 mètre ne convainc pas les recruteurs des équipes professionnelles. Il rejoint le Glendale Community College (en) et frappe avec une moyenne au bâton de 0,449 et 0,461 lors de ses deux saisons au community college. En 1993, il joue pour l'équipe des Devils d'Arizona State University
. Lors de sa seule saison pour l'équipe d'ASU, Lo Duca est nommé Joueur de l'Année par le magazine The Sporting News, battant des records de l'université avec une moyenne au bâton de 0,446 et 129 coups sûrs. Avec 14 circuits et 88 points produits, il participe au tournoi final universitaire (College World Series). Il est aussi finaliste du prestigieux Golden Spikes Award (meilleur joueur universitaire de la saison) et sa série de 37 matchs avec au moins un coup sûr est la seconde plus longue dans l'histoire de l'université. Sa saison marquante lui vaut d'être choisi par les Dodgers de Los Angeles au 25e tour de la draft 1993 (690e choix global).

## Carrière professionnelle
En dépit de ses succès à l'école, Lo Duca passa quelques années en Minor League chez les San Antonio Missions avant de finalement terminer l'année 2001 avec les Los Angeles Dodgers à l'âge de 29 ans.

Lo Duca est souvent comparé à ses prédécesseurs chez les Dodgers, Mike Scioscia et Mike Piazza: tous les trois étaient des receveurs doués et populaires qui avaient "grandis" au sein de l'organisation des Dodgers et tous les trois étaient de descendance italo-américaine. D'un autre côté, la plus grande force de Lo Duca est en tant que frappeur de contact, comme Scioscia et Piazza (bien que ce dernier soit plus puissant).

Depuis qu'il est un joueur indispensable en Major League, Lo Duca a enregistré quelques-unes des meilleures statistiques pour les receveurs et fut par trois fois intégré à la All-Star Game. En 2002, il était un des meilleurs frappeurs de contact des majors; seul Jason Kendall fut retiré moins souvent que lui et personne n'eut un meilleur pourcentage de battés/manqués.
En 2003, sa suite de 25 parties avec coups sûrs fut la seconde plus longue dans l'histoire des Los Angeles Dodgers et, en défense, il fut premier de la National League en ce qui concerne les éliminations de joueurs tentant de voler un but.
En 2004, il fut en tête de la National League en ce qui concerne les points produits, et cela malgré avoir été transféré à la mi-saison chez les Florida Marlins.
En défense, en 2004, il laissa passer 93 vols de buts, plus qu'aucun autre receveur en Major League.

### Saison 2006
Lo Duca fut échangé aux New York Mets contre deux joueurs de Ligue Mineure avant la saison 2006.

Il fit partie de la All-Star Team 2006 et amena les Mets à 97 victoires contre 65 défaites.
Il amena son équipe aux playoffs.

Lo Duca eut beaucoup de succès en 2006, frappant 0.318, son record depuis 2001. Il inscrivit "seulement" 49 points produits alors que l'attaque des Mets étaient très puissante cette année.
Il inscrivit également une moyenne sur but de 0,355, son record de carrière.

### Allégations de dopage
En décembre 2007, Lo Duca a été nommé dans le rapport Mitchell sur le dopage au baseball majeur. Il aurait, selon cette enquête, accepté des stéroïdes du revendeur Kirk Radomski, qui aurait fourni aux auteurs du rapport trois chèques signés par Lo Duca au montant de 3200 dollars. Les enquêteurs fédéraux ont aussi découvert des notes écrites par Lo Duca à l'attention de Radomski lors d'une perquisition au domicile de ce dernier. Le rapport soutient aussi que Paul Lo Duca aurait présenté Radomski à plusieurs autres joueurs de baseball soupçonnés de dopage, dont Kevin Brown, Éric Gagné, Matt Herges et Adam Riggs.

### Transactions
- 1993: drafté au 25e tour du Amateur Draft (en) par les Los Angeles Dodgers.
- 2004: échangé par les Dodgers au Marlins, en compagnie de Juan Encarnacion et Guillermo Mota, contre Hee Seop Choi, Brad Penny, et le lanceur de ligue mineure Bill Murphy.
- Négocié aux New York Mets contre deux joueurs de minor league, le lanceur Gaby Hernandez et le joueur de champ extérieur Dante Brinkley, alors que les Marlins échangeaient tous leurs plus gros "salaires".

### Palmarès
- 4 sélections pour le Match des étoiles de la Ligue majeure de baseball : 2003, 2004 et 2005 en tant que remplaçant et une fois 2006 en tant que titulaire.

Il a frappé son 1000e coup sûr le 30 mai 2007 contre Barry Zito lors de la septième manche du match entre les Mets et les San Francisco Giants.

## Anecdotes
- Au début de chaque partie, Paul écrit les initiales "LL" dans la poussière, en souvenir de sa maman Luci.
- Alors qu'il était enfant, sa mère lui lançait des balles dans l'arrière-cour et il les frappait avec un manche de brosse. Cette technique l'aida à développer sa coordination main/œil et il en résulte un très faible pourcentage de retraits sur prises[3].
- D'après un article paru dans Sports Illustrated du 17 juillet 2006, Lo Duca est surnommé "Captain Red Ass" (Capitaine Cul Rouge) par ses condisciples des Mets, en référence à son bouillant tempérament.
- Lors du Home Run Derby 2006, Lo Duca lança pour David Wright et alla en finale.
- Lorsque Paul frappe un coup sûr, on peut parfois entendre un extrait de la chanson Volare, en référence à ses origines italiennes.